# Lewitzer
Lewitzer är en hästras av ponnytyp från Tyskland som alltid är skäckfärgad. Lewitzern finns i fyra typer, barn- sport- pinto och vagnstypen. Lewitzern är en medelstor ponny väl lämpad för ridning och körning. De flesta Lewitzerponnyer är homozygota, vilket innebär att de alltid får skäckfärgade avkommor.

## Historia
Lewitzerponnyn har sitt ursprung i Mecklenburg-Vorpommern i norra Tyskland där de troligtvis utvecklats ur ättlingar till den primitiva Tarpanen. 1956 räknades ponnyerna i Mecklenburg till 215, men under den här tiden fanns varken ett namn eller en rasstandard för de små ponnyerna. 
Rasen fick inget avelsprogram eller ett eget namn förrän 1971 när rasen officiellt "upptäcktes" av Ulrich Scharfenorth och döptes efter området Lewitz i Mecklenburg där de hittades. Man började då arbeta på att förbättra ponnyerna och göra dem mer passande som ridponnyer för barn. Två skäckfärgade hingstar med de mest passande egenskaperna valdes ut för att betäcka stona, för att på så sätt höja kvalitén på rasen och bevara skäckfärgen.
För att undvika inavel och för att förädla ponnyerna korsade man in Trakehnare och Engelskt fullblod i ponnyerna. 1976 sattes rasstandarden. Ponnyerna hade då en mankhöjd på 139-148 cm. Men 1990 hade stammen kraftigt försämrats. Godset Lewitz, som varit främst inom uppfödningen av ponnyn, köptes av den berömda hoppryttaren Paul Schockemöhle och blev istället ett stuteri för varmblodshästar avsedda för ridsport. Enbart 12 godkända Lewitzerponnyer återstod.
1992 grundades därför en förening för rasen i ett försök att rädda den och förbättra stammen. I spetsen stod rasens "upptäckare" Ulrich Scharfenorth. Med hjälp av uppfödare från hela Tyskland lyckades man snabbt föda upp beståndet och redan 1994 hade antalet ökat till ca 150 ponnyer. 1999 fanns hela 300 ponnyer. Dock hade mankhöjden blivit något lägre än tidigare.
För att öka intresset för rasen, samt för att kunna registrera fler hästar då utseendet varierade kraftigt hos ponnyerna, delade man in dem i olika kategorier, avsedda för att passa alla olika sorters intressen och discipliner. Vagnstypen var kraftigare och mest lämpad för körning, barnponnyn var mindre och lugn i temperamentet, sportponnyn var atletisk och väl anpassad till ridsport. Sedan 1 september 2005 kan även en Pinto-typ registreras som då har en tydlig skäckfärg och är aningen större och mycket lik den amerikanska Pinton.
Idag får ponnyer registreras som Lewitzerponny om de håller standarden. Stamboken är än idag öppen för korsningar mellan Lewitzer och vissa utvalda ponnyraser till exempel Hucul som är väldigt lik den gamla Lewitzerponnyn. Inkorsningar av arabiska och engelska fullblod är även tillåtet för att få fram sporttypen. 

## Egenskaper
Idag varierar utseendet en del på Lewitzerponnyerna beroende på vilken typ de tillhör. Vagnstypen är kraftigare och mer robust och väl anpassad till körning. Barntypen är oftast mindre och inte lika atletisk, men de har ett jämnt och lätthanterligt temperament som gör den lämplig till mindre barn. Sport-typen har ofta influenser av fullblodshästar som gjort den atletisk och med goda förmågor inom ridsporten. Den lite nyare Pinto-typen är större och har tydlig skäckfärg och goda ridegenskaper. 
Gemensamt för alla ponnyer är att mankhöjden ligger mellan 130 och 148 cm och de är alltid skäckfärgade, även om fläckarna på kroppen ibland kan vara ganska minimala. Enbart ett fåtal föl föds enfärgade, men dessa får då inte registreras. De flesta Lewitzerponnyer föds homozygota, vilket gör att de alltid får skäckfärgade föl. Huvudet är medelkraftigt med stora, klara ögon, platt eller lätt utåtbuktande nosrygg och medellånga öron. Halsen är ofta medellång och väl formad. Kroppen ska vara proportionerlig och får inte vara för avlång eller rektangulär.
Lewitzerponnyerna är lätthanterliga med ett stabilt temperament. De flesta hästar lever riktigt länge och rasen är fertil och lättfödd. Rasen är utmärkta som ridhästar för både större och mindre barn.